# Josh Brownhill
Joshua Brownhill (ur. 19 grudnia 1995 w Warrington) – angielski piłkarz występujący na pozycji pomocnika w angielskim klubie Burnley. Wychowanek Manchesteru United, w trakcie swojej kariery grał także w takich zespołach, jak Preston North End, Barnsley oraz Bristol City.